# 塞尔加斯通
塞尔加斯通（法語：Serres-Gaston，法語發音：[sɛʁ ɡastɔ̃]）是法国朗德省的一个市镇，属于蒙德马桑区。

## 地理
塞尔加斯通（43°39'25"N, 0°30'59"W）面积8.88 平方千米，位于法国新阿基坦大区朗德省，该省份为法国西南部沿海省份，是法國本土面积第二大的省，北起吉倫特省，西临大西洋，南至大西洋比利牛斯省，东临热尔省，东北与洛特-加龍省接壤。
与塞尔加斯通接壤的市镇（或旧市镇、城区）包括：欧巴尼昂、库迪尔、阿热特莫、圣科隆布、萨马代。

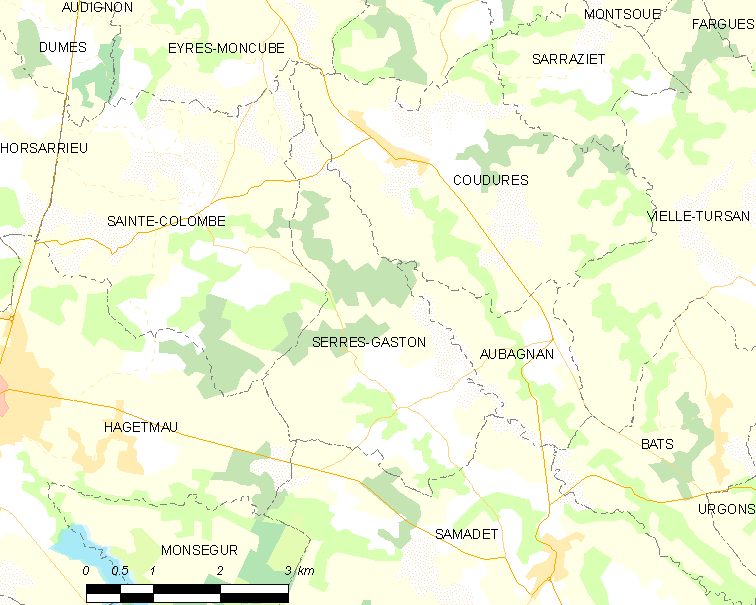
塞尔加斯通的OSM定位图

塞尔加斯通的时区为UTC+01:00、UTC+02:00（夏令时）。

## 行政
塞尔加斯通的邮政编码为40700，INSEE市镇编码为40298。

## 政治
塞尔加斯通所属的省级选区为沙洛斯-蒂尔桑县。

## 人口

1962-2008年间塞尔加斯通人口变化图示

塞尔加斯通于2022年1月1日时的人口数量为401人。